# Мотовун

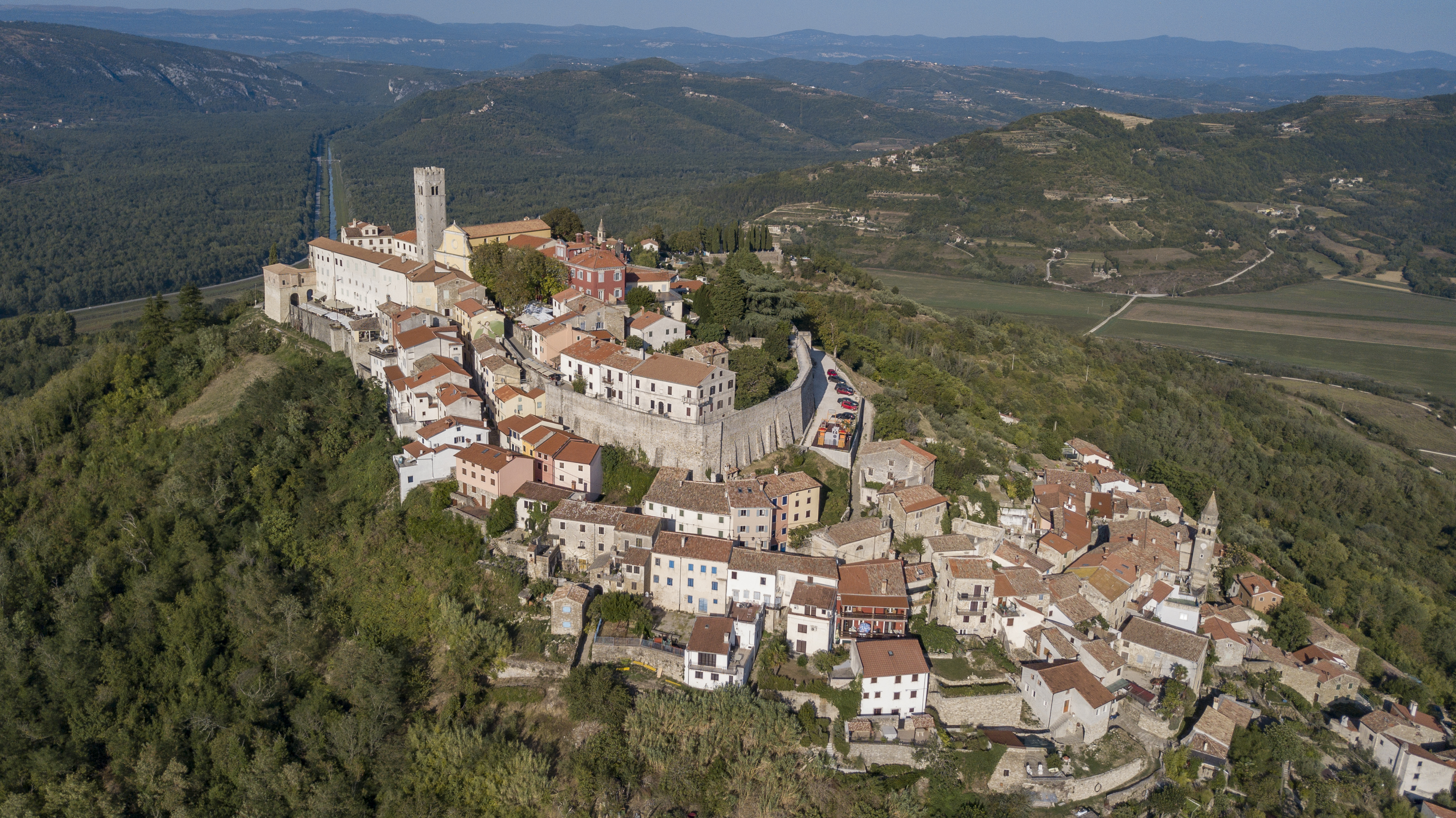
Вид на Мотовун

Мотову́н (хорв. Motovun, итал. Montona) — город-крепость, построенный в XII—XIII веках в Истрии, Хорватия.
Расположен на высоте 277 метров над уровнем моря. Расстояние до побережья Адриатического моря составляет приблизительно 20-30 км.

## История
У каждого[уточнить] города Истрии, в том числе у Мотовуна, есть истории о собственных гигантах-покровителях, подробно описывающие их характер, деяния, походы, сражения и т. п. У Мотовуна таким покровителем является великан Вели Ежи[уточнить] (хорв. Veli Jože).
В Средние века из-за частых набегов варварских племён коренное иллирийское население было вынуждено уйти с побережья вглубь полуострова Истрия и построить на холмах мощные города-крепости, способные выдерживать длительную осаду.
Сегодняшний облик Мотовун получил в XII—XIII веках. Большинство зданий города, однако, были построены несколько веков назад. А «спустился» к подножию холма город уже в наши дни, и новые коттеджи теперь[когда?] строятся в долине.

## Туризм
Город Мотовун малоизвестен даже среди гидов. В городе всего несколько гостиниц, расположенных в самых живописных местах. Кроме того, здесь можно снять апартаменты.
Мотовун расположен в экологически чистой местности. Здесь нет производственных предприятий. Естественный промысел этих мест — фермерство и виноделие.
В городе есть несколько церквей, открытых для посещения. Также имеются сувенирные магазины, где можно приобрести местные алкогольные напитки (в первую очередь вино) и трюфели, а также смеси перемолотых трюфелей с различными компонентами. Въезд на автомобиле для туристов в город невозможен.

## Другая информация о городе

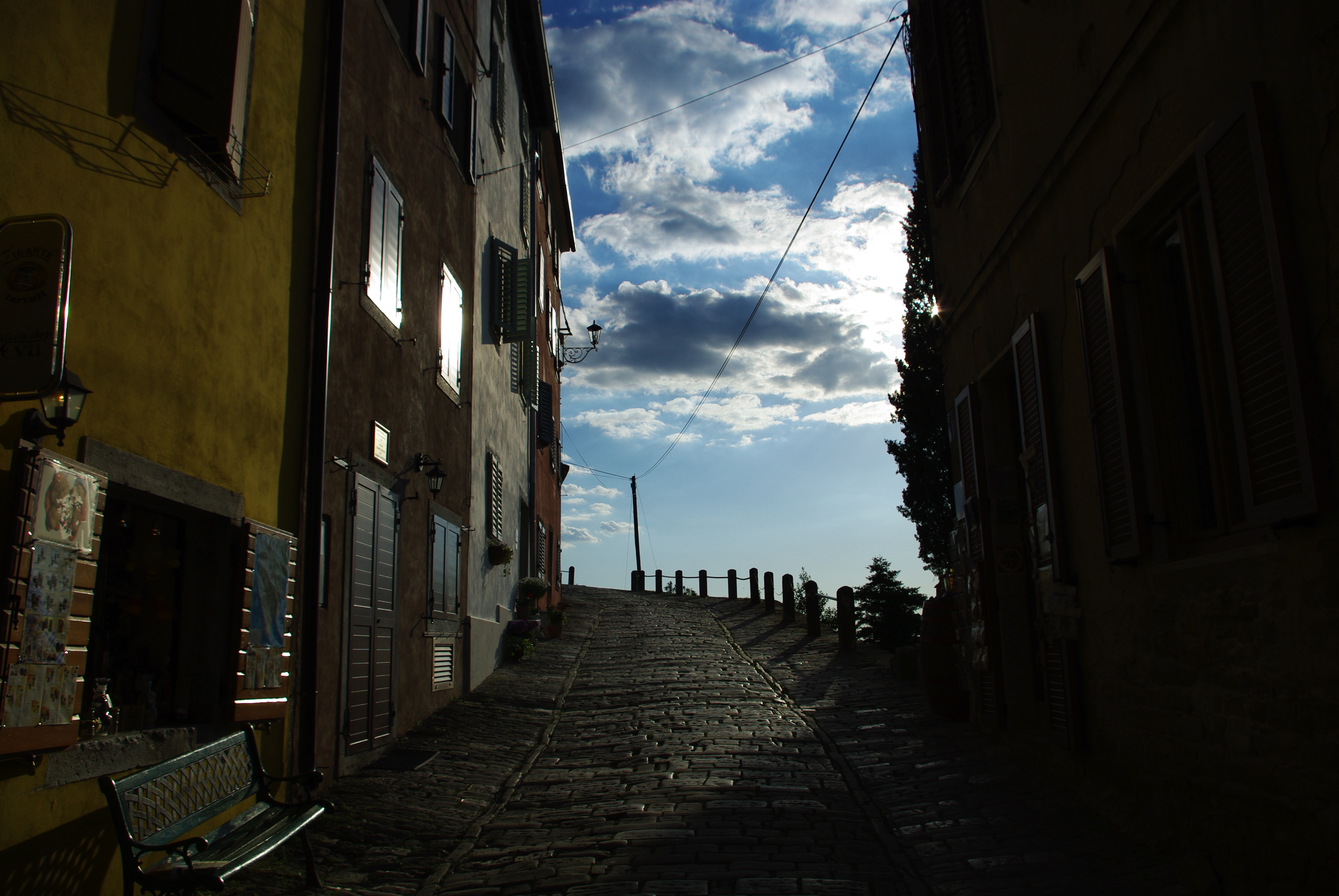
Улица в Мотовуне

- Население (по результатам переписи 2001 года) составляет 531 человек или 983 человека, если считать население окружающего района.
- Символом города является лев с закрытой книгой — наследие венецианской эпохи в Истрии. Этот старинный символ означает, что город был заложен в тот год, когда Венеция была в состоянии войны.
- Город расположен на холме, у подножья которого течёт река Мирна. К вершине холма и центральной площади города ведёт самая длинная лестница в Истрии — она насчитывает 1052 ступеньки.
- Начиная с 1999 года в городе ежегодно (конец июля или начало августа) проходит Мотовунский кинофестиваль.
- В Мотовунском лесу, который тянется на десятки километров вдоль русла реки, растут трюфели, как чёрный, так и истринский белый. Каждый октябрь в Мотовуне проводится фестиваль, посвящённый сбору трюфелей.
- Здесь выращивается виноград для известных истринских вин теран и мальвазия.
- План города Мотовун изображён на банкноте достоинством 10 кун.

## Известные жители
- Марио Андретти — американский автогонщик итальянского происхождения, чемпион мира по автогонкам в классе Формула-1.

## Галерея

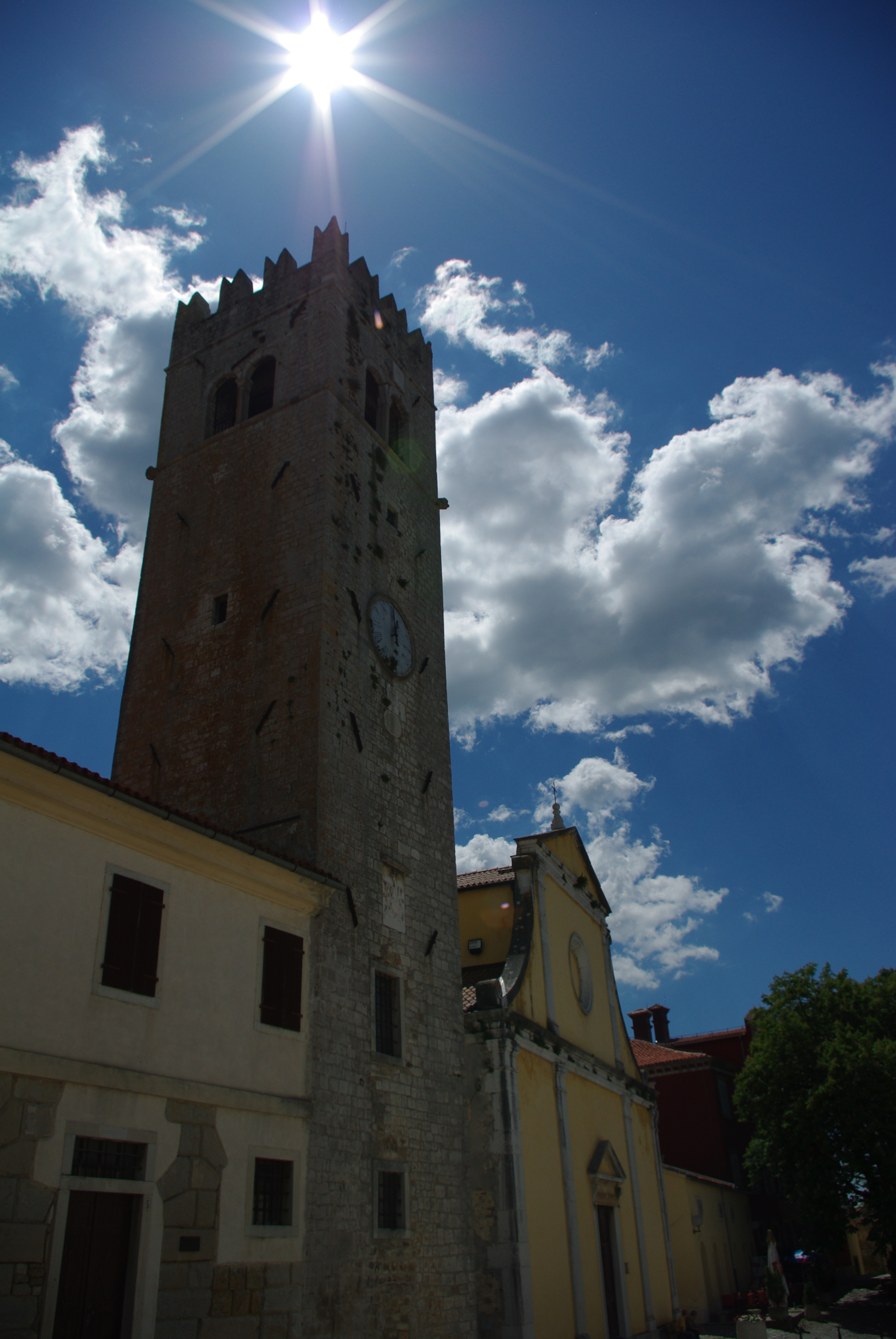
Старинная церковь
Центральная башня
Церковь
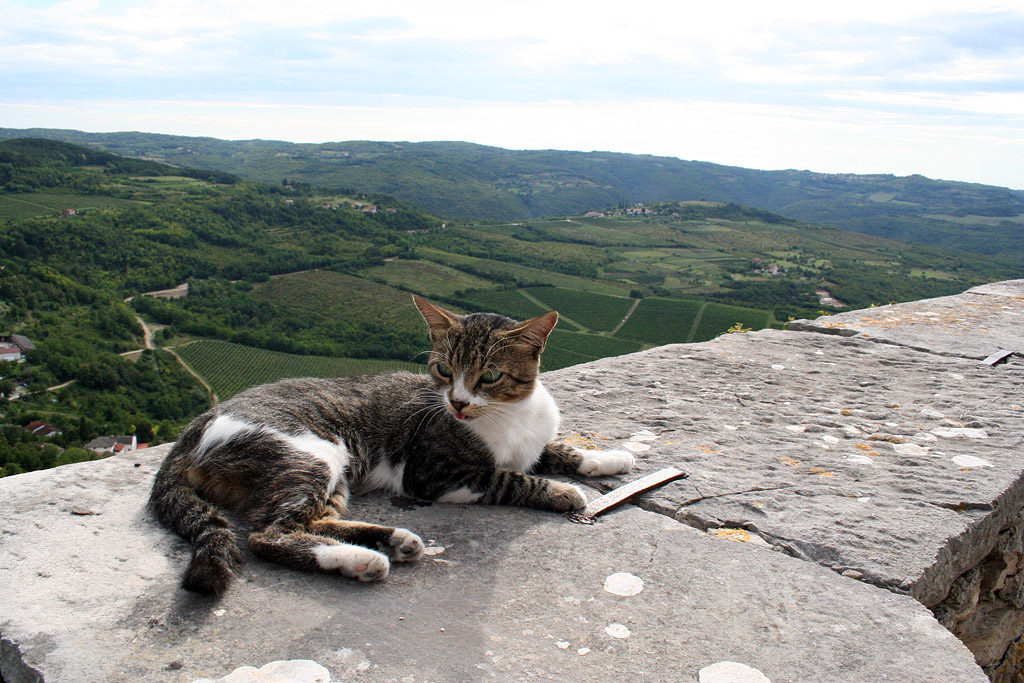
Вид с крепостной стены
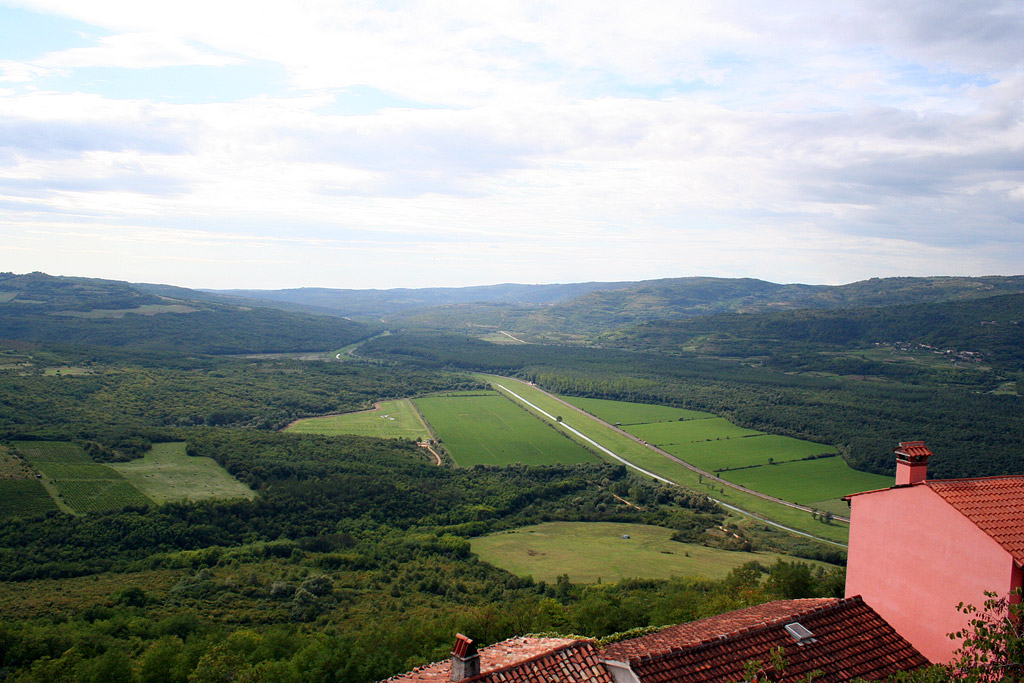
Вид на окрестности
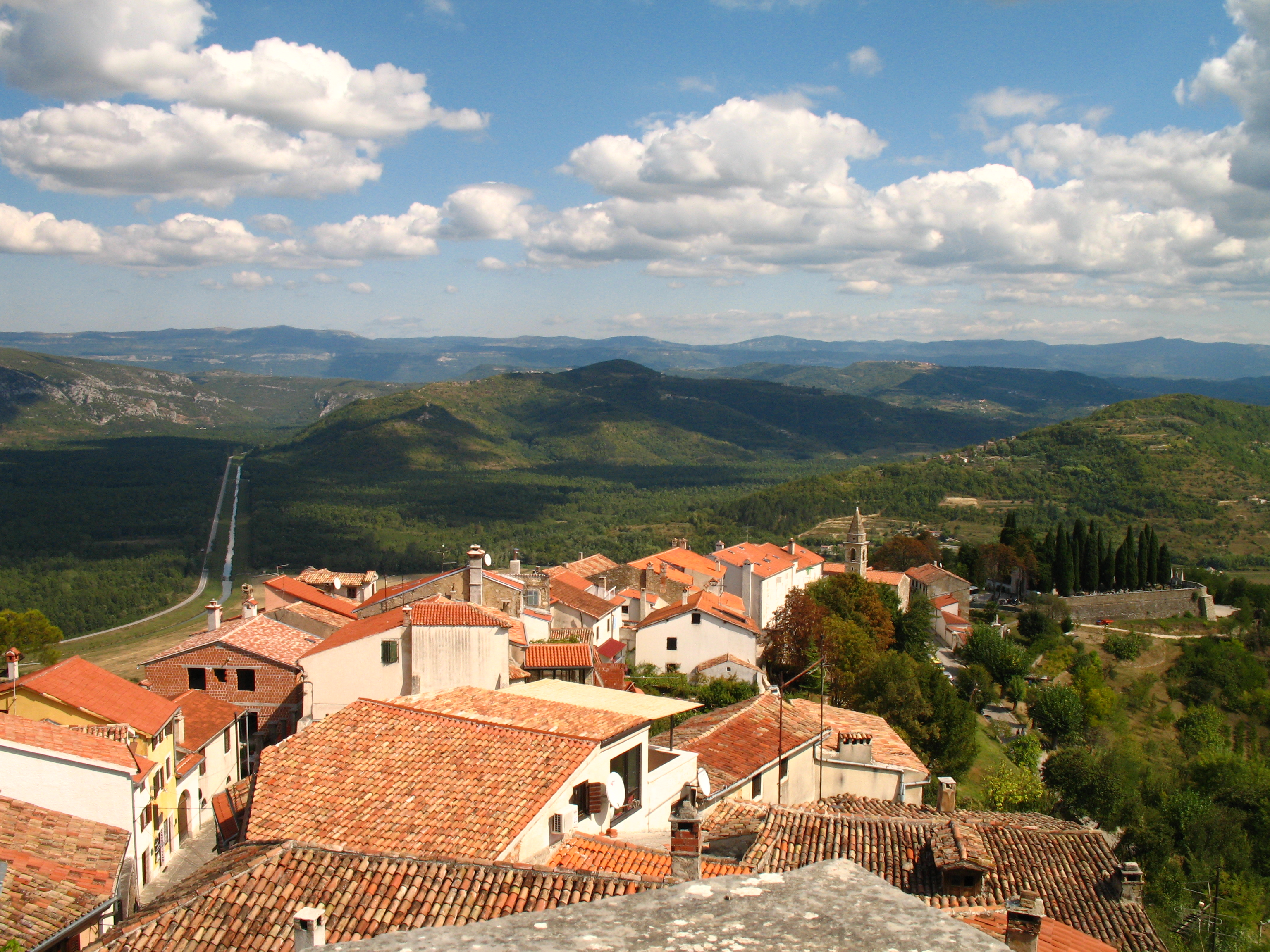
Вид на город и окрестности
Старая улочка Мотовуна
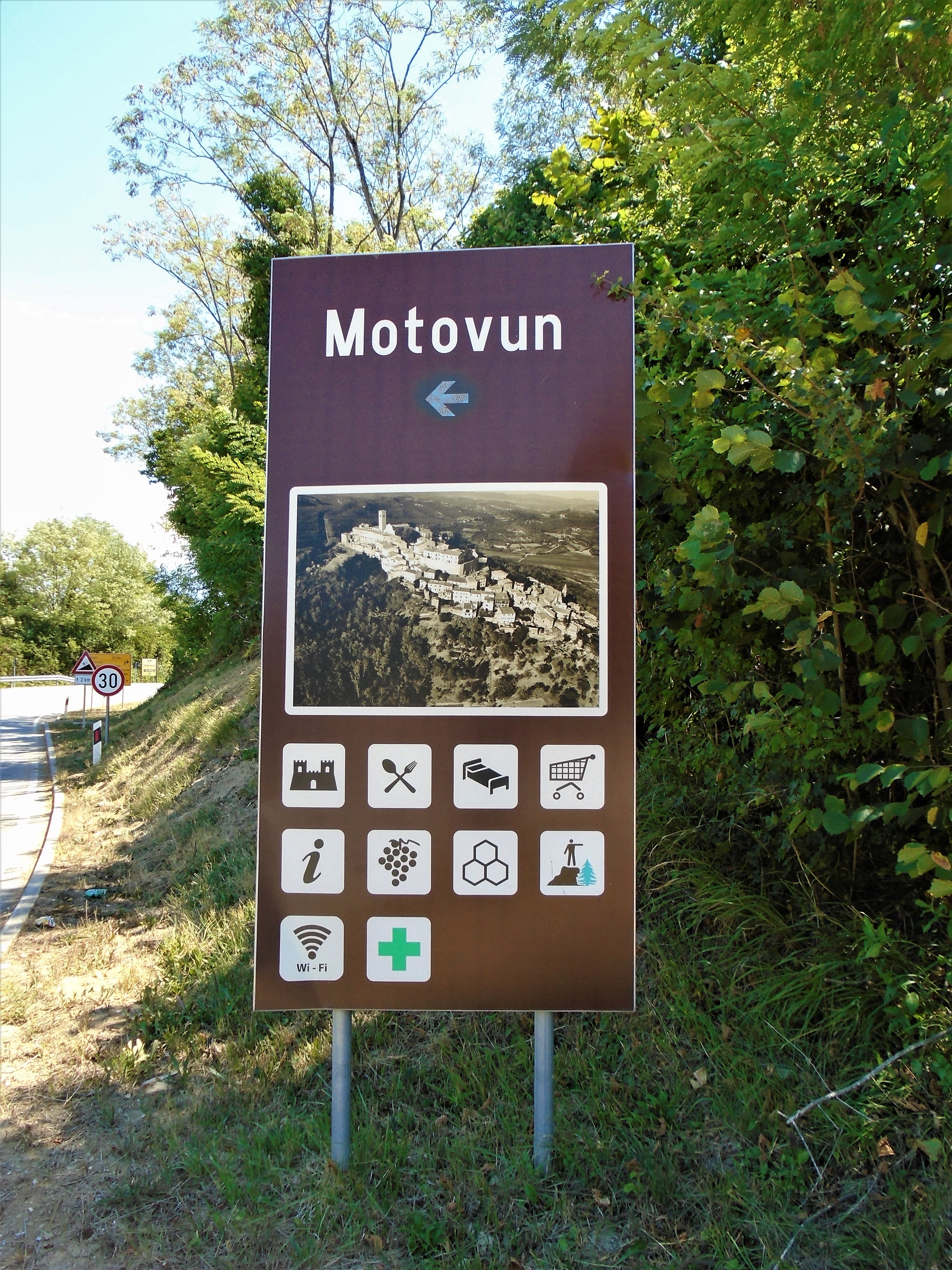
Доска объявлений